# Acido glutarico
L'acido glutarico è un composto organico con formula chimica HO2C(CH2)3CO2H. Sebbene i correlati acidi dicarbossilici (l'acido adipico e acido succinico) siano poco solubili in acqua, l'acido glutarico ha una solubilità in acqua maggiore del 50%.

## Biochimica
L'acido glutarico è prodotto naturalmente nel corpo durante il metabolismo di alcuni amminoacidi, tra cui lisina e triptofano. Difetti in questa via metabolica possono portare a un disturbo chiamato aciduria glutarica, in cui si accumulano sottoprodotti tossici e possono causare grave encefalopatia.

## Sintesi
L'acido glutarico può essere preparato attraverso l'apertura dell'anello del γ-butirrolattone con cianuro di potassio. In alternativa, l'idrolisi, seguita dall'ossidazione del diidropirano, produce acido glutarico. Può anche essere preparato dalla reazione di 1,3-dibromopropano con cianuro di sodio o di potassio per ottenere il dinitrile, seguito da idrolisi.

## Utilizzi
L'acido-1,5-pentandioico, un comune plastificante e precursore dei poliesteri, è ottenuto dall'idrogenazione dell'acido glutarico e dei suoi derivati. È utilizzato nella produzione di polimeri come polioli del poliestere e poliamidi. Il numero dispari di atomi di carbonio (5) è utile per ridurre l'elasticità del polimero.
L'acido uvitonico è ottenuto dall'azione dell'ammoniaca sull'acido glutarico.

## Sicurezza
L'acido glutarico può causare irritazione alla pelle e agli occhi. Questo composto può inoltre essere nocivo per ingestione, inalazione o assorbimento cutaneo.